# 濱隆
濱 隆（はま たかし、1954年 - ）は、大阪府出身の日本の一級建築士。大和ハウス工業取締役常務執行役員、環境エネルギー事業担当。

## 経歴
1976年大阪工業大学工学部建築学科を卒業後、大和ハウス工業入社。1999年倉敷支店長。2002年総合技術研究所所長。2003年に同社執行役員、技術本部総合技術研究所長に就任。2007年より同社取締役常務執行役員。
2006年に25年間採用していた戸建て住宅の工法を刷新する新商品「xevo」（ジーヴォ）を開発。耐震強度を維持しながら居住空間を広くする住宅を実現させた。ロボット、環境エネルギー事業など新規事業の立ち上げに関わり、スマートハウスの研究・開発も担当する。